# Valzer
Pour plus de détails, voir Fiche technique et Distribution.
Valzer est un film italien réalisé par Salvatore Maira, sorti en 2007 et présenté en première mondiale à la 64e Mostra de Venise.

## Synopsis
Assunta, qui travaille comme serveuse dans un grand hôtel, mène une vie ordinaire. Un jour, une réunion de dirigeants de l'association de football se tient à l'hôtel dans le but de débattre des actions à entreprendre pour lutter contre les scandales. C'est ce même jour que le père de Lucia, une amie d'Assunta, se présente à l'hôtel. Entre l'homme, à peine sorti de prison, et Assunta se crée une amitié pleine d'espoir pour l'avenir et où tous deux vont trouver de la consolation.

## Fiche technique
- Titre : Valzer
- Réalisation : Salvatore Maira
- Scénario : Salvatore Maira
- Production : Stefano Sciarra
- Photographie : Maurizio Calvesi (directeur de la photographie)
- Musique : Nicola Campogrande
- Pays d'origine : Italie
- Genre : drame
- Dates de sortie :
  -  Italie : 3 septembre 2007 (Mostra de Venise)
  -  Japon : 23 octobre 2007 (Festival international du film de Tokyo)
  -  Italie : 22 mai 2009

## Distribution
- Marina Rocco (it) : Lucia
- Maurizio Micheli : son père
- Benedicta Boccoli : Maria
- Eugenio Allegri (it) : le professeur
- Zaira Berrazouga : Fatima
- Valeria Solarino : Assunta
- Graziano Piazza (it) : le chef
- Cristina Serafini (it) : jeune manager
- Giuseppe Moretti : Vittorio
- Francesco Feletti : l'assistant du chef
- Francesco Cordio (it) : un jeune entraîneur
- Rosaria Russo : Mme Hammam